# ステップ映像
ステップ映像株式会社は、かつて東京都中央区銀座に所在した映像コンテンツ制作会社及び製作会社。テレビ番組制作や外国籍の飛行機への映像配給事業を行っていた。

住友商事の同部門が分離して新設した子会社であり、また、親会社である住商自体も住友グループの総合商社ということもあり、住友グループ内の映像コンテンツ制作会社と解釈しているところもある。

かつて存在していたホームページはユーフォーテーブルが構築、管理していた。

2005年以降活動形跡が見当たらないため解散したものと考えられる。

## 主な作品

### テレビアニメ製作
1998年
- セイバーマリオネットJ to X(アニメーション制作協力)(テレビ東京)

1999年
- トラブルチョコレート（テレビ朝日（関東ローカル）)
- モアモア（テレビ東京（関東ローカル））

2000年
- BOYS BE…(WOWOW)
- ストレンジドーン(WOWOW)

2001年
- 新白雪姫伝説プリーティア(WOWOW)
- 召喚教師リアルバウトハイスクール(キッズステーション)

2003年
- なるたる(キッズステーション)

2004年
- 勇午 〜交渉人〜(キッズステーション)

### テレビ番組
- DEEP Planet（制作協力）（BS朝日）

1997年
- 夢をあきらめないで～ふれあい動物園奮闘記（テレビ東京）

2000年
- ありのままの大家族～須賀家１６人奮闘記（テレビ東京）

### PR・教材ビデオ
- ベネッセ・コーポレーション
- クリーン・ジャパン・センター
- リサイクル啓発ビデオ「３Ｒの時代へ」
- 東天紅
- 住友商事
- 外務省　海外渡航者安全啓発ビデオ「怪盗ガリーの日本人攻略法！」
- 日立プラント建設
- 太平洋セメント

### CM
- マルタイラーメン
- 日本スイミング協会
- ニューホライズン
- ライコス
- シーマン（セガ）
- 東進ハイスクール

### DVD
- ロスト･レールウェイの旅
- 豪華客船の旅

### CD-ROM
- 「E Ola I Ke Kumu / Our Teacher Lives」カワイカプオカラニ・ヒューイット（企画）（日本コロムビア）
- グラパック・超ネタＣＤ－ＲＯＭ素材集